# DPPH
DPPH, 2,2-difenylo-1-pikrylohydrazyl – organiczny związek chemiczny mający postać krystalicznego proszku o ciemnym zabarwieniu. Złożony jest ze stabilnych cząsteczek wolnorodnikowych. DPPH wykorzystuje się głównie w celu monitorowania reakcji chemicznych z udziałem rodników jako test antyoksydacyjny. Ze względu na obecność stabilnego rodnika azotowego związek ten jest stosowany w chemii analitycznej, w celu oceny aktywności przeciwutleniającej z wykorzystaniem spektroskopii UV/Vis czy spektroskopii EPR. DPPH jest wykorzystywany również w diagnostyce medycznej czy jako wzorzec dla zawartości wolnych rodników w próbkach analitycznych. Związek ten znajduje również zastosowanie jako standard pozycji i intensywności sygnałów spektroskopii elektronowego rezonansu paramagnetycznego (EPR).

## Właściwości
DPPH ma kilka form krystalicznych, które różnią się symetrią sieci krystalicznej i temperaturą topnienia. Proszek dostępny w handlu jest mieszaniną odmian polimorficznych, która topi się w temperaturze ok. 130 °C. Symetria sieci krystalicznej DPPH-I (temperatura topnienia 106 °C) jest rombowa, DPPH-II (temperatura topnienia 137 °C) jest amorficzna, a DPPH-III (temperatura topnienia 128–129 °C) jest trójskośna. DPPH jest dobrze rozpuszczalny w rozpuszczalnikach organicznych, zaś nierozpuszczalny w wodzie.

## Zastosowanie
DPPH charakteryzowany jest jako stabilny wolny rodnik ze względu na delokalizację elektronu w molekule, dzięki czemu cząsteczki te nie ulegają dimeryzacji, jak miałoby to miejsce w przypadku większości wolnych rodników. Delokalizacja odpowiada również za silną absorpcję promieniowania elektromagnetycznego o długości fali około 520 nm. Rodnik DPPH ma w roztworze etanolu ciemnofioletowy kolor, a po zneutralizowaniu na skutek zmieszania z substancją, która może oddać atom wodoru staje się bezbarwny lub bladożółty. Reakcja ta powoduje powstanie rodnika z cząsteczki donorowej, która będzie podlegała dalszym reakcjom. Zależność ta pozwala na odwzorowanie reakcji zachodzących w układach utleniających, takich jak autooksydacja lipidów bądź innych związków nienasyconych. Cząsteczka DPPH reprezentuje wolne rodniki wytworzone w układzie, których aktywność jest ograniczana przez związek donorowy. Dekoloryzacja związku umożliwia na wizualne monitorowanie reakcji, a początkową zawartość rodników można określić na podstawie zmiany absorpcji optycznej przy 520 nm lub intensywności sygnału spektroskopii elektronowego rezonansu paramagnetycznego (EPR).
Metoda z zastosowaniem odczynnika DPPH wykorzystywana jest w celu:
- określenia właściwości antyoksydacyjnych produktów spożywczych np. owoców, warzyw, ziół i ich przetworów. Najczęściej określa się właściwości przeciwutleniające m.in. związków fenolowych, kwasu askorbinowego, α-tokoferolu, kwasu felurowego i kwasu galusowego[6],
- oceny aktywności antyoksydacyjnej związków farmakologicznych np. piperazyny[7],
- określenia wpływu suplementów żywieniowych na poziom stresu oksydacyjnego u zwierząt[8],
- określenia właściwości antyoksydacyjnych probiotyków[9].